# Yaggid-Lim
Yaggid-Lim o Iagidlim va ser rei de Mari a Mesopotàmia a inicis del segon mil·lenni aC.
Una dinastia de reis amorrites va aparèixer a la ciutat de Şuprum, la dinastia Lim, que es va instal·lar a Mari després d'haver conquerit diversos territoris. De Şuprum era originari Yaggid-Lim, un príncep que es va enfrontar amb Ila-kabkabu, un cabdill també amorrita que figura a les llistes dels reis d'Assíria. Yaggid-Lim va ocupar el regne de Mari quan aquest regne estava ja molt debilitat i quan van desaparèixer els shakkanakku o reis-governadors de Mari, a finals del Bronze antic i inicis del Bronze mitjà. No es coneix molt bé la història de la regió en aquells anys, però sembla que el país estava dividit en petits regnes amb escàs poder territorial. Yaggid-Lim va ocupar i sotmetre diverses ciutats del curs mitjà de l'Eufrates, segurament Terqa (o potser ho va fer el seu fill Yakhdun-Lim, que el va succeir), portant amb ell les tribus amorrites que van ocupar el territori, especialment la dels khaneus. Els khaneus eren una tribu semita, però parlaven una llengua semítica diferent a la dels anteriors habitants de Mari.